# Harald Tammer
Harald Tammer (ur. 9 stycznia 1899 w Tallinnie, zm. 6 czerwca 1942 w łagrze Suchobezwodnoje w okolicach Niżnego Nowogrodu) – estoński sztangista i lekkoatleta specjalizujący się w pchnięciu kulą, rzucie młotem oraz rzucie dyskiem.
Przed tym jak Tammer zdobył medale  w podnoszeniu ciężarów, zaczynał swoją karierę jako lekkoatleta. W tej dyscyplinie pierwsze medale zdobył na mistrzostwach Imperium Rosyjskiego w 1916 roku, gdzie wywalczył srebro w pchnięciu kulą i brąz w rzucie dyskiem. Po odzyskaniu niepodległości przez Estonię, Tammer w latach 1918–1926 zdobył 24 tytuły mistrza kraju w pchnięciu kulą (1918-1926), rzucie dyskiem (1923-1926) i rzucie dyskiem (1919-1921). Reprezentował barwy klubu Kalev Tallinn.
W podnoszeniu ciężarów Estończyk zadebiutował w 1922 roku na mistrzostwach świata w Tallinnie, gdzie zdobył mistrzostwo w wadze ciężkiej. Także w latach 1922-1924 był trzykrotnym mistrzem kraju w tej kategorii wagowej.
Tammer dwukrotnie reprezentował Republikę Estońską na igrzyskach olimpijskich. Podczas VII Letnich Igrzyskach Olimpijskich w 1920 roku w Antwerpii startował w pchnięciu kulą i z odległością 13,60 m zdobył szóste miejsce. Cztery lata później na VIII Letnich Igrzyskach Olimpijskich w Paryżu startował w dwóch konkurencjach. W podnoszeniu ciężarów w wadze ciężkiej zdobył brązowy medal, podnosząc łącznie 497,5 kilograma. W pchnięciu kulą zajął dwunaste miejsce.
Poza sportem Tammer był dziennikarzem. W latach 1921–1928 pisał dla Eesti Spordileht (Estoński Kurier Sportowy), a w latach 1933-1940 dla Eesti Päevaleht (Estońska Gazeta Codzienna). W 1940 roku stworzył nowe czasopismo Revue Baltique, jako jeden z członków Estońskiego Związku Dziennikarzy (1928-1940) i jako jeden z członków zarządu Bałtyckiego Związku Dziennikarzy (1934-1935). Estończyk był także członkiem delegacji olimpijskiej na IX Letnich Igrzyskach Olimpijskich w 1928 roku w Amsterdamie oraz kierownikiem ekipy narodowej na igrzyskach w Berlinie w 1936 roku. Był członkiem Estońskiego Komitetu Olimpijskiego w latach 1933-1940, a także posłem na Zgromadzenie Państwowe w latach 1937-1940. W lutym 1941 roku został aresztowany przez władze sowieckie i osadzony w łagrze Suchobezwodnoje w okolicach Niżnego Nowogrodu, gdzie zmarł półtora roku później.
Rekordy życiowe:
- pchnięcie kulą – 14,15 m (1922)
- rzut dyskiem – 41,06 m (1920)
- rzut młotem – 37,18 m (1923)